# Marc Erwin Babej
Marc Erwin Babej (* 1970 in Frankfurt am Main) ist ein deutsch-US-amerikanischer Fotograf.

## Leben und Werk
Babej wurde 1970 in Frankfurt am Main als Sohn einer Psychiaterin und eines Kinderarztes jüdischer Abstammung geboren. Er studierte an der Brown University Geschichte (A.B.), dann an der Columbia University Graduate School of Journalism (M.Sc). Seine Laufbahn begann er als Reporter beim Forbes Magazine in New York. Gleichzeitig schrieb er für die Feuilletons von Corriere della Sera, Die Zeit, Die Weltwoche und The Guardian.

## Arbeiten
Babejs Arbeiten bewegen sich im Spannungsfeld der Sozialwissenschaften, Massenpsychologie und Medien. Seine Arbeit Mask of Perfection (2013) thematisierte das Verhältnis zwischen natürlicher Schönheit und dem Schönheitsverständnis der plastischen Chirurgie. Die darauffolgenden Arbeiten befassen sich mit den Nachwirkungen historischer Ereignisse auf die Gegenwart: dem Fall der Sowjetunion in Chernogirls, und dem römischen Erbe Tunesiens in Africanae. Seine besonders in Deutschland und Israel viel beachtete Arbeit Mischlinge befasst sich mit den Konsequenzen der NS-Zeit auf nationale Identität in der Bundesrepublik Deutschland.

### Stil
Babej arbeitet ausschließlich mit der Schwarz-Weiß-Fotografie, in der sich seine Farbenblindheit als Vorteil auswirkt. Seine Ästhetik orientiert sich am Film der 1930er und 40er Jahre – insbesondere an Orson Welles, Jean Renoir, dem Kameramann Gregg Toland und deren Deep focus cinematography. Mischlinge (2015) thematisiert dagegen die Ästhetik von Leni Riefenstahl.

### Yesterday – Tomorrow
Babejs jüngste Arbeit,Yesterday – Tomorrow: A Work in Aspective Realism (2017) übersetzt die auf zeitlose Dauer und Beständigkeit angelegte ägyptische Kunst in die Gegenwart. Mehr als 50 wissenschaftliche und technische Mitarbeiter waren an der Arbeit beteiligt. Ein 13-köpfiges Team von Ägyptologen konzipierte und gestaltete in Zusammenarbeit mit Babej die „fotografischen Reliefs“, welche den Kern der Arbeit bilden: Christian Bayer und Oliver Gauert (Roemer- und Pelizaeus Museum Hildesheim), Laurel Bestock (Brown University), Roxana Flammini (Pontifica Universidad Católica de Argentina/CONICET),  Salima Ikram und Mariam Ayad (American University in Cairo), Christian Loeben (Museum August Kestner), Juan Carlos Moreno García (Université Paris IV-Sorbonne), Matthias Müller (Universität Basel) Thomas Schneider (University of British Columbia), Regine Schulz (Ludwig-Maximilians-Universität München) und Steve Vinson (Indiana University). Das Vorwort des Buches wurde von Babejs Mentor, Roger Ballen, verfasst.

### Aspektivischer Realismus
Yesterday – Tomorrow nimmt die komplexe Bildsprache des antiken Ägypten auf und aktualisiert sie in fotorealistischen Medien. Dabei adaptiert Babej die auffälligste Besonderheit altägyptischer Kunst: die als „aspektivisch“ bezeichnete gleichzeitige Darstellung des menschlichen Körpers aus verschiedenen Perspektiven wie Frontal- und Seitenansicht. Der neu begründete Kunststil wird von Babej als aspektivischer Realismus bezeichnet und von den beteiligten Ägyptologen als „Wiedergeburt ägyptischer Kunst nach 2000 Jahren, und ihre Weiterentwicklung in fotorealistischen Medien“ betrachtet.

## Ausstellungen
- 2017: Yesterday – Tomorrow, Roemer- und Pelizaeus-Museum Hildesheim
- 2016: Paris Photo
- 2016: Mischlinge, Kreismuseum Wewelsburg
- 2015: Mischlinge, Historisch-Technisches Museum Peenemünde[6]
- 2015: Paris Photo
- 2015: Mischlinge, Galerie m2a, Dresden
- 2015: Chernogirls, AB Gallery, Luzern, Schweiz
- 2014: Paris Photo
- 2014: Mask of Perfection, Paris Photo, Paris, Frankreich[7]
- 2014: Mask of Perfection, Clarinda Carnegie Art Museum, Clarinda, Iowa[8]
- 2014: Körpereingriffe/Mask of Perfection, Lebensspuren Museum, Wels, Österreich[9]